# باراكوات
باراكوات (أو حسب تسمية الاتحاد الدولي للكيمياء البحتة والتطبيقية النظامية N,N′-ثنائي ميثيل-4,4′-ثنائي كلوريد ثنائي البيريدينيوم) هو مركب عضوي له الصيغة الكيميائية C12H14Cl2N2 التي يمكن كتابتها على الشكل C6H7N)2]Cl2)]؛ ويوجد على شكل صلب بلوري أصفر اللون.
أحد الاستخدامات الأساسية لهذا المركب في مجال مبيدات الأعشاب.

## التحضير
يمكن تحضير المركب من تفاعل ازدواج بمعالجة البيريدين مع الصوديوم في الأمونيا تتبعها عملية أكسدة.
تتم عملية مثيلة مركب 4،4'-ثنائي بيريدين الناتج باستخدام كلورو الميثان:

## الخواص
يوجد المركب في الشروط القياسية على شكل صلب أصفر اللون.

## الأثر الحيوي
يعد المركب من مبيدات الأعشاب سريعة المفعول لكنه غير انتقائي، كما أنه سام بالنسبة للإنسان والحيوانات بسبب تأثره على عملية الأكسدة والاختزال في الكائنات، حيث يشكل مركبات فوق أكسيد تعيق النشاط الحيوي. كما ارتبط المركب بحدوث مرض باركنسون.

## الاستخدامات
كان المركب يستخدم في السابق ضمن مبيدات الأعشاب إلا أنه محظور في أغلب الدول بسبب آثاره البيئية والصحية.

## اقرأ أيضاً
- ديكوات
- الآثار الصحية للمبيدات